# Bagisara lulua
Bagisara lulua är en fjärilsart som beskrevs av William Schaus 1921. Bagisara lulua ingår i släktet Bagisara och familjen nattflyn. Inga underarter finns listade i Catalogue of Life.